# Винона (Мисури)
Винона (енгл. Winona) град је у америчкој савезној држави Мисури.

## Демографија
По попису из 2010. године број становника је 1.335, што је 45 (3,5%) становника више него 2000. године.
| Група             | 2000.         | 2010.         |
| Белци             | 1.220 (94,6%) | 1.278 (95,7%) |
| Афроамериканци    | 0 (0,0%)      | 1 (0,1%)      |
| Азијати           | 0 (0,0%)      | 1 (0,1%)      |
| Хиспаноамериканци | 5 (0,4%)      | 20 (1,5%)     |
| Укупно            | 1.290         | 1.335         |